# Šišljavić
Šišljavić – wieś w Chorwacji, w żupanii karlowackiej, w mieście Karlovac. W 2011 roku liczyła 457 mieszkańców.